# 広瀬裕樹
広瀬 裕樹（ひろせ ゆうき、1971年7月 - ）は、日本の法学者。愛知大学法学部教授。愛知大学学長。学位は、修士（法学）（名古屋大学）。専門は、保険法・商法。2013年より愛知大学教育研究支援財団理事。

## 略歴
1971年7月岐阜県大垣市にて出生、1978年4月大垣市立静里小学校に入学、1984年4月大垣市立西部中学校に入学、1987年4月、岐阜県立大垣北高校に入学、1991年4月名古屋大学法学部に入学、1995年に名古屋大学法学部を卒業、同大学大学院法学研究科に入学し、商法、保険法の研究を始める。 2002年に愛知大学法学部に専任講師として就任。准教授を経て2010年に教授に昇格。2019年より法学部長を担当。2023年11月より愛知大学学長に就任。趣味はギター演奏。

## 著書・論文
- 愛知大学研究者情報データベース　(2024年4月1日現在) 広瀬裕樹教授　2024年6月閲覧

## 外部研究費
- 田邊光政・原秀六・今井克典・川地宏行・山田泰弘・広瀬裕樹「金融リスクの法的側面」全国銀行学術研究振興財団 助成一覧（1996年度）[6]
- 競争的資金「責任保険契約の法的性質」 1995年 - 2006年[3]